# Thilo Stadelmann

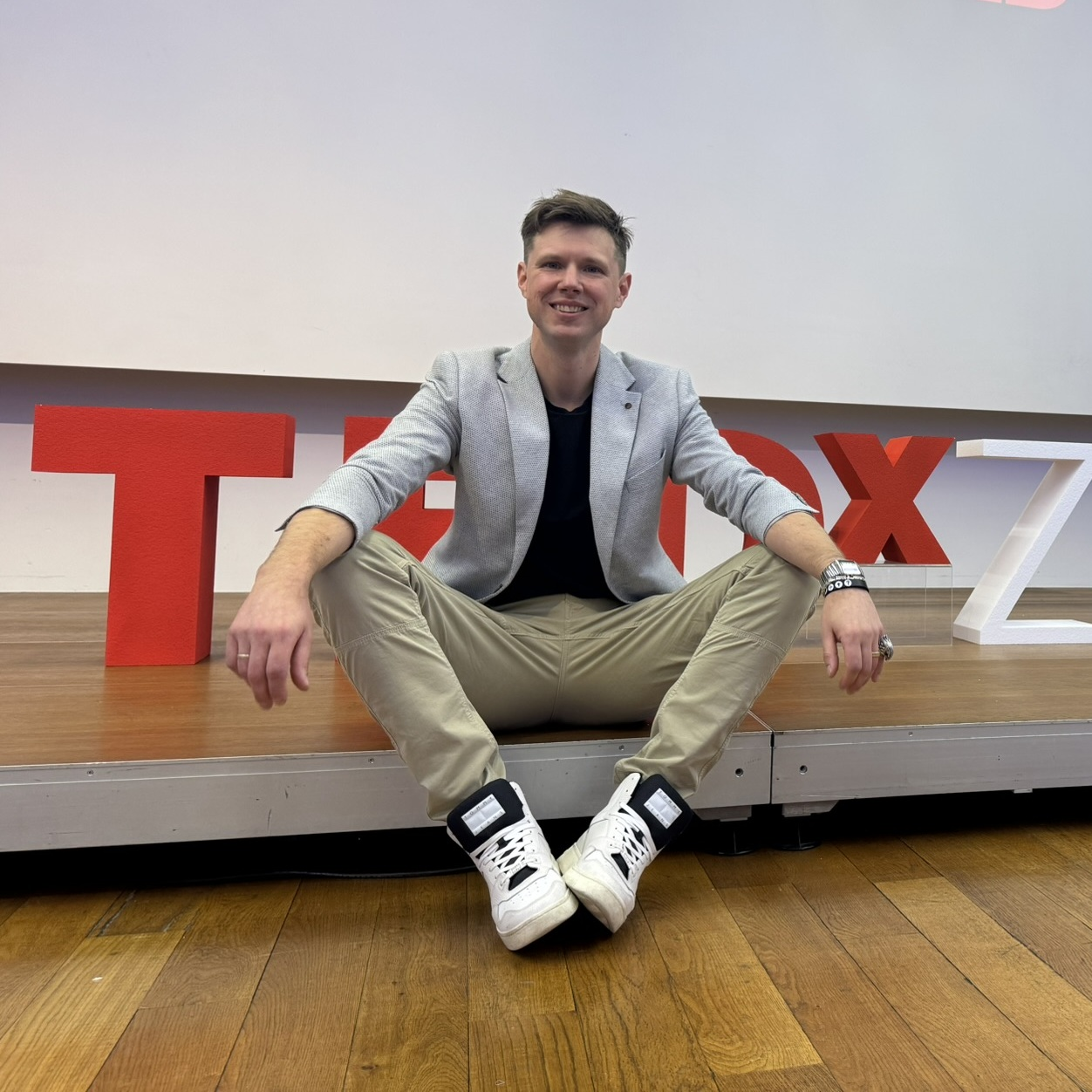
Thilo Stadelmann (2025)

Thilo Stadelmann (* 1980 in Lemgo, Deutschland) ist ein deutscher Informatiker. Er ist seit 2021 Professor für Künstliche Intelligenz und maschinelles Lernen an der Zürcher Hochschule für Angewandte Wissenschaften, wo er das Centre for Artificial Intelligence am Department School of Engineering in Winterthur, Schweiz, leitet.

## Leben und Werk
Stadelmann besuchte bis 1999 die Landgraf-Ludwigs-Schule in Gießen und studierte anschließend Informatik an der Fachhochschule Gießen-Friedberg. An der Philipps-Universität Marburg promovierte er 2010 mit einer Arbeit zu Multimediaanalyse zum Dr. rer. nat.
Nach verschiedenen Fach- und Führungspositionen in der Automobilindustrie wurde er 2013 als Dozent für Informatik an die ZHAW berufen. Seine Forschung beschäftigt sich anhand vielfältiger Anwendungsfälle aus Wirtschaft, Industrie und Medizin mit Mustererkennung auf Basis von Deep Learning Methodik. Er engagiert sich für das schweizerische Ökosystem rund um Data Science, Digitalisierung und KI, unter anderem als Mitgründer und Führungskraft in Startups, akademischen Organisationseinheiten und Verbünden, Innovationsnetzwerken und Konferenzen, sowie als Mitgestalter und wissenschaftlicher Leiter von Digitalisierungsinitiativen. Stadelmann ist Gründungsdirektor des ZHAW Centre for Artificial Intelligence, ist Gründer und Verwaltungsrat des Start-ups AlpineAI AG mit Sitz in Davos, Schweiz, und tritt regelmäßig als Experte, Redner und Interviewgast in Erscheinung, etwa bei TEDx und Führungskongressen.
Thilo Stadelmann wurde mit dem Lehrpreis der ZHAW 2019 sowie dem Impact Award von ZHAW digital 2022 ausgezeichnet. Er zählte zu den Finalisten des "The Pascal" im Rahmen des schweizerischen Digital Economy Award 2024. Seine Forschungstätigkeit und Studierende wurden mehrfach ausgezeichnet. Thilo Stadelmann ist verheiratet und hat einen Sohn.

## Schriften (Auszug)
Zu automatischer Stimmerkennung:
- Yannic Lukic, Carlo Vogt, Oliver Dürr und Thilo Stadelmann: „Speaker identification and clustering using convolutional neural networks“. IEEE 26th International Workshop on Machine Learning for Signal Processing, 2016, doi:10.1109/MLSP.2016.7738816.
- Thilo Stadelmann und Bern Freisleben: „Unfolding speaker clustering potential: A biomimetic approach“. 17th ACM international conference on Multimedia, S. 185–194, 2009, doi:10.1145/1631272.1631300.

Zu Mustererkennung mit Anwendungsfällen etwa in Industrie und Medizin:
- Thilo Stadelmann, Mohammadreza Amirian, Ismail Arabaci, Marek Arnold, Gilbert François Duivesteijn, Ismail Elezi, Melanie Geiger, Stefan Lörwald, Benjamin Bruno Meier, Katharina Rombach, und Lukas Tuggener: „Deep learning in the wild“. 8th IAPR TC3 Workshop on Artificial Neural Networks in Pattern Recognition, 2018, doi:10.1007/978-3-319-99978-4_2.
- Lukas Tuggener, Mohammadreza Amirian, Katharina Rombach, Stefan Lörwald, Anastasia Varlet, Christian Westermann, und Thilo Stadelmann: „Automated machine learning in practice: State of the art and recent results“. 6th Swiss Conference on Data Science, S. 31–36, 2019, doi:10.1109/SDS.2019.00-11.
- Peng Yan, Ahmed Abdulkadir, Paul-Philipp Luley, Matthias Rosenthal, Gerrit A. Schatte, Benjamin Friedrich Grewe, und Thilo Stadelmann: „A comprehensive survey of deep transfer learning for anomaly detection in industrial time series: Methods, applications, and directions“. IEEE Access, 2024, doi:10.1109/ACCESS.2023.3349132.
- Mohammadreza Amirian, Javier Montoya‐Zegarra, Ivo Herzig, Peter Eggenberger Hotz, Lukas Lichtensteiger, Marco Morf, Alexander Züst, Pascal Paysan, Igor Peterlik, Stefan Scheib, Rudolf Marcel Füchslin, Thilo Stadelmann, und Frank‐Peter Schilling: „Mitigation of motion‐induced artifacts in cone beam computed tomography using deep convolutional neural networks“. Medical Physics 50 (10), 2023, doi:10.1002/mp.16405.
- Pascal Sager, Sebastian Salzmann, Felice Burn, und Thilo Stadelmann: „Unsupervised domain adaptation for vertebrae detection and identification in 3D CT volumes using a domain sanity loss“. Journal of Imaging 8 (8), MDPI, 2022, doi:10.3390/jimaging8080222.

Zu Dokumentenerkennung:
- Lukas Tuggener, Ismail Elezi, Jürgen Schmidhuber, und Thilo Stadelmann: „DeepScores - A dataset for segmentation, detection and classification of tiny objects“. 24th International Conference on Pattern Recognition, S. 3704–3709, 2018, doi:10.1109/ICPR.2018.8545307.
- Lukas Tuggener, Ismail Elezi, Jürgen Schmidhuber, und Thilo Stadelmann: „Deep watershed detector for music object recognition“. 19th International Society for Music Information Retrieval Conference, 2018, ISMIR Proceedings. Abgerufen am 1. Oktober 2024.
- Benjamin Bruno Meier, Thilo Stadelmann, Jan Stampfli, Marek Arnold, und Mark Cieliebak: „Fully convolutional neural networks for newspaper article segmentation“. 14th IAPR International Conference on Document Analysis and Recognition, 2017, doi:10.1109/ICDAR.2017.75.

Zu Vertrauenswürdigkeit, Didaktik und gesellschaftlichen Aspekten von KI:
- Samuel Wehrli, Corinna Hertweck, Mohammadreza Amirian, Stefan Glüge, und Thilo Stadelmann: „Bias, awareness, and ignorance in deep-learning-based face recognition“. AI and Ethics 2 (3), S. 509–522, Springer, 2022, doi:10.1007/s43681-021-00108-6.
- Mohammadreza Amirian, Friedhelm Schwenker, und Thilo Stadelmann: „Trace and detect adversarial attacks on CNNs using feature response maps“. 8th IAPR TC3 Workshop on Artificial Neural Networks in Pattern Recognition, 2018, doi:10.1007/978-3-319-99978-4_27.
- Jan Segessenmann, Thilo Stadelmann, Andrew Davison, und Oliver Dürr: „Assessing deep learning: A work program for the humanities in the age of artificial intelligence“. AI and Ethics, Springer, 2023,doi:10.1007/s43681-023-00408-z.
- Thilo Stadelmann, Julian Keuzenkamp, Helmut Grabner, und Christoph Würsch: „The AI-Atlas: Didactics for teaching AI and machine learning on-site, online, and hybrid“. Education Sciences 11 (7), S. 318, MDPI, 2021, doi:10.3390/educsci11070318.

Zu Data Science und Anwendungsfragen:
- Martin Braschler, Thilo Stadelmann, und Kurt Stockinger (Hrsg.): „Applied data science: Lessons learned for the data-driven business“. Springer International Publishing, 2019, doi:10.1007/978-3-030-11821-1.
- Thilo Stadelmann, Tino Klamt, und Philipp Hans Merkt: „Data centrism and the core of Data Science as a scientific discipline“. Archives of Data Science, Series A 8 (2), KIT Scientific Publishing, 2022, doi:10.5445/IR/1000143637.
- Thilo Stadelmann: „Wie maschinelles Lernen den Markt verändert“. In: Reinhard Haupt und Stephan Schmitz (Hrsg.): „Digitalisierung: Datenhype mit Werteverlust?“, SCM Hänssler, 2019, ISBN 978-3-7751-6040-7.